# Todd Shipyards (futebol)
Todd Shipyards foi um clube de futebol americano com sede em Brooklyn, Nova York, que foi um membro fundador da American Soccer League.

## História
A equipe foi formada quando a empresa Todd Shipyard decidiu fundir o Brooklyn Robins Dry Dock com o Tebo Yacht Basin FC 

## Estatísticas

### Participações
|  | Participações em 2020 |

| Competição     | Competição             | Temporadas | Melhor campanha          | Estreia | Última  | P | R |
| Estados Unidos | American Soccer League | 1          | Terceiro Lugar (1921-22) | 1921-22 | 1921-22 |   | – |